# Signatura
|  | Per a altres significats, vegeu «Firma (empresa)». |

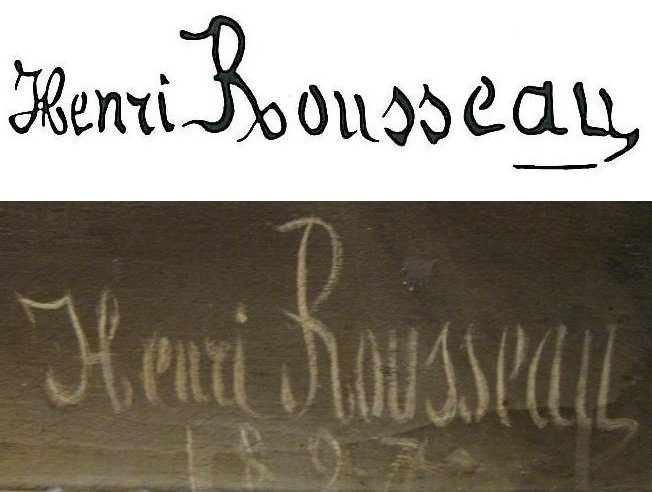
Signatura del pintor Henri Rousseau.

La signatura o  firma  és el nom i cognom, o títol, que una persona escriu de la seva pròpia mà. La seva finalitat és identificar i assegurar o autentificar la identitat d'un autor o remitent, o com una prova del consentiment i/o de verificació de la integritat i aprovació de la informació continguda en un document o similar.
Els traços o dibuixos que solen acompanyar la signatura no són una signatura en si, sinó un component opcional que no es poden utilitzar de manera independent a aquesta. Generalment, només és vàlida la signatura en la qual és clarament llegible el nom i cognom, o títol, de la persona que signa.